# 郭延林
郭延林（1914年—2004年8月18日），男，江西吉安人，中华人民共和国军事人物，中国人民解放军少将，曾任中国人民解放军铁道兵政治部主任、副政治委员，第四、五届全国人大代表，第六、七届全国政协委员。

## 生平
1929年参加中国工农红军，1931年加入中国共产主义青年团，1932年转入中国共产党。1932年进入瑞金红军学校学习。1933年任红一军团2师工兵连党支部书记。中央红军长征途中，陆续把12个工兵连合并为最终的陕甘支队工兵连，郭延林一直担任连队支部书记。后任红一军团司令部交通科参谋、排长、红一师1团连副指导员、指导员。
抗日战争时期，历任晋察冀军区第一军分区第1团营教导员、老3团营长、延安炮兵学校工兵科教员兼政治协理员。1943年进入延安中央党校学习。
解放战争时期，历任东北护路军第3团政委、南满护路军副政委、东北野战军铁道纵队第4支队政委、铁道兵第1师政委。
中华人民共和国成立后，任中国人民志愿军铁道兵第1师政委。回国后，任铁道兵第1师政委、师长、铁道兵第6师师长、铁道兵第2军副军长、铁道兵第1军副政委。1960年，毕业于解放军政治学院，任铁道兵后勤部政委。1965年任中国人民志愿工程队第一支队政委、中国援越后勤部队第一支队政委。后任铁道兵科学研究院政委、铁道兵政治部主任、铁道兵副政委。1983年成立铁道兵善后工作领导小组（郭维城担任组长），任副组长，至1986年底终止了工作。

## 荣誉
1961年晋升为少将军衔。荣获三级八一勋章、三级独立自由勋章、二级解放勋章、一级红星功勋荣誉章。

## 社会兼职
中国人民政治协商会议第六届全国委员会委员，第四、五届全国人民代表大会代表。